# Демкино (Рязанская область)
Демкино — деревня в Высоковском сельском поселении Рязанского района Рязанской области России.

## Расположение
Расположена у трассы Р132 в 24,5 км на юго-запад от Рязани.

## Население
| 1859 | 1897 | 1906  | 2010 |
| ---- | ---- | ----- | ---- |
| 268  | ↗743 | ↗1086 | ↘1   |